# 우덕
우덕(于德, ?~?)은 신라의 관리이다.

## 생애
각간 관등인 그는 관산성 전투의 신라군 지휘관으로서 백제·가야·왜의 3만의 연합군을 상대로 싸워 패전하게 되었지만, 이후 도착한 신주군주(新州軍主) 김무력(金武力)의 신라 원군으로 인해 전투는 신라의 승리로 마무리 되었다.